# Општина Мовилица (Јаломица)
Мовилица (рум. Moviliţa) општина је у Румунији у округу Јаломица.
Oпштина се налази на надморској висини од 60 m.